# Sauveur Agostini
Pour les articles homonymes, voir Agostini.
Sauveur Agostini était un footballeur français né le 31 octobre 1953 à Bastia et mort dans cette même ville le 19 novembre 2019. Il évolue au poste d'attaquant du milieu des années 1970 au début des années 1980.
Formé au CA Bastia, il évolue ensuite au SC Bastia, au Montpellier PSC puis au RC Lens avant de finir sa carrière professionnelle au SC Bastia.

## Biographie
Sauveur Agostini commence le football au sein du CA Bastia puis rejoint en 1974 le SC Bastia. Ailier droit vif et rapide, il fait ses débuts en équipe réserve lors de la saison 1974-1975 et dispute vingt-et-une rencontres pour cinq buts marqués. La saison suivante, Antoine Redin le fait débuter en équipe première lors de la 18e journée du championnat. Dans ce match disputé face aux Girondins de Bordeaux, remporté quatre buts à un, il entre en jeu à la 72e minute à la place de Jacques Zimako.
Après cinq matchs en deux ans avec le SC Bastia, il est recruté, en 1978, par le Montpellier PSC. Le club qui vient de monter en Division 2 souhaite en faire le remplaçant de Jean-Marc Valadier transféré à l'Olympique lyonnais. Il devient titulaire sur le côté droit de l'attaque montpelliéraine et, en fin de saison, le club termine sixième du championnat. En 1979-1980, le club termine à la huitième place avec la meilleure attaque du groupe B, Sauveur Agostini inscrivant sept buts en en trente-et-un matchs. En Coupe de France, les Montpelliérains créent la surprise en atteignant les demi-finales après avoir éliminés les clubs de Division 1 du RC Lens, rencontre ou Sauveur Agostini inscrit un but, et de l'AS Saint-Étienne. Ils sont éliminés à ce niveau par le futur vainqueur de l'épreuve, l'AS Monaco, sur le score de six buts à trois sur les deux matchs.
En 1980, il est transféré au RC Lens où il signe un contrat de trois ans. Moins performant qu'au MPSC, il n'inscrit que deux buts avec le club lensois et en 1982, il retourne au SC Bastia où il s'engage pour un an. Il dispute treize rencontres avec le club qui décide en fin de saison de ne pas renouveler son contrat.
Sauveur Agostini met fin à sa carrière professionnelle et rejoint l'Olympique avignonnais qui évolue en Division 4. Le club termine second du groupe H derrière le SS Istres et accède ainsi à la Division 3. Il dispute alors deux saisons à ce niveau puis rejoint, en 1986, le FA Île-Rousse pour une dernière saison en Division 4. Il meurt le 19 novembre 2019.

## Carrière
Le tableau ci-dessous résume les statistiques en match officiel de Sauveur Agostini durant sa carrière de joueur professionnel,. 
| Saison                | Club                  | Championnat           | Championnat | Championnat | Coupe(s) nationale(s) | Coupe(s) nationale(s) | Compétition(s) continentale(s) | Compétition(s) continentale(s) | Compétition(s) continentale(s) | Total | Total |
| Saison                | Club                  | Division              | M.          | B.          | M.                    | B.                    | Comp.                          | M.                             | B.                             | M.    | B.    |
| 1976-1977             | SEC Bastia            | Division 1            | 1           | 0           | 1                     | 0                     | -                              | -                              | -                              | 2     | 0     |
| 1977-1978             | SEC Bastia            | Division 1            | 2           | 0           | -                     | -                     | C3                             | 1                              | 0                              | 3     | 0     |
| 1978-1979             | Montpellier PSC       | Division 2            | 32          | 5           | 5                     | 0                     | -                              | -                              | -                              | 37    | 5     |
| 1979-1980             | Montpellier PSC       | Division 2            | 32          | 7           | 9                     | 3                     | -                              | -                              | -                              | 41    | 10    |
| 1980-1981             | RC Lens               | Division 1            | 31          | 1           | 5                     | 0                     | -                              | -                              | -                              | 36    | 1     |
| 1981-1982             | RC Lens               | Division 1            | 27          | 1           | -                     | -                     | -                              | -                              | -                              | 27    | 1     |
| 1982-1983             | SEC Bastia            | Division 1            | 12          | 0           | 1                     | 0                     | -                              | -                              | -                              | 13    | 0     |
| Total sur la carrière | Total sur la carrière | Total sur la carrière | 137         | 14          | 21                    | 3                     | -                              | 1                              | 0                              | 159   | 17    |